# Ctenotus lateralis
Ctenotus lateralis este o specie de șopârle din genul Ctenotus, familia Scincidae, descrisă de Storr 1978. Conform Catalogue of Life specia Ctenotus lateralis nu are subspecii cunoscute.